# Bobby Rogers
Bobby Rogers (født Robert E. Rogers 19. februar 1940 i Detroit, Michigan, død 3. marts 2013 i Detroit) var en amerikansk soul-sanger, bedst kendt som medlem af vokalgruppen The Miracles, som var Motown Records' første store succes.
Rogers var med i gruppen fra starten, og han forblev medlem som den sidste fra gruppens første tid indtil 2011. I gruppens storhedstid sang han hovedstemmen på blandt andet "You've Really Got a Hold on Me" (1962) og "You're So Fine And Sweet" (1964).
Han skrev eller bidrog til en række hitsange for forskellige Motown-artister, for eksempel:
- The Temptations: "The Way You Do the Things You Do" og "My Baby"
- Mary Wells: "What Love Has Joined Together"
- The Contours: "First I Look at the Purse"
- Marvin Gaye: "One More Heartache"
- The Miracles: "That's What Love Is Made Of" og "Going to a Go-Go"

Rogers var først gift med Wanda Young, der var forsanger i The Marvelettes, og var senere gift med Joan Hughes. Rogers var fætter til Claudette Rogers, der også sang i The Miracles og som var gift med gruppens frontfigur, Smokey Robinson.